# Heterocrossa canescens
Heterocrossa canescens är en fjärilsart som först beskrevs av Alfred Philpott 1930c.  Heterocrossa canescens ingår i släktet Heterocrossa och familjen Carposinidae. Inga underarter finns listade i Catalogue of Life.